# The Knife
The Knife sono stati un gruppo musicale elettropop svedese, formato da Olof Dreijer e Karin Dreijer, fratello e sorella nativi di Stoccolma. Il duo è stato attivo 1999 al 2014.
Hanno vinto diversi premi Grammis (l'equivalente svedese dei Grammy Awards), anche se non li hanno mai ritirati alle cerimonie ufficiali, preferendo nascondere il loro aspetto in occasioni pubbliche. Per lo stesso motivo il duo si esibiva sempre indossando maschere di vario tipo, tra cui alcune in stile veneziano. Queste maschere, come spiegheranno sul loro sito sono ispirate a becchi d'uccello, per appunto beccare l'ordine sociale. Infatti molte loro canzoni trattano di temi forti.

## Storia

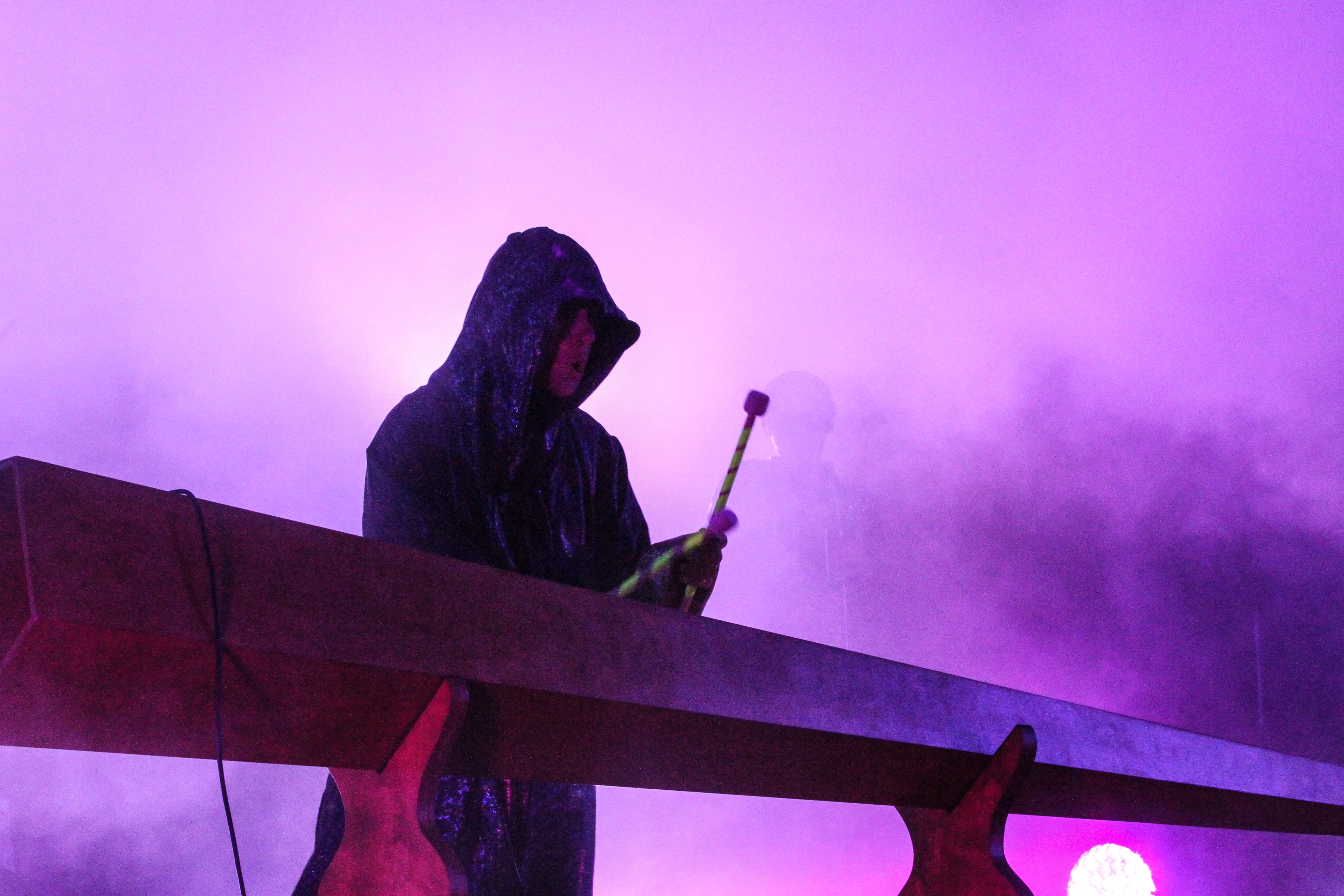
The Knife in concerto nel 2013

The Knife iniziano a suonare nel 1999. Nel 2001 pubblicano il loro primo album, l'omonimo e autoprodotto The Knife. Le caratteristiche principali del gruppo sono il ritmo, impresso da Olof, DJ di professione; la prima voce, quella di Karin, che a volte grida e a volte sussurra ma sempre ipnotizza; e la seconda voce "semiumana" impressa dai synth. Altra prerogativa sono i testi, che affrontano tematiche sociali pesanti (pedofilia, perversioni sessuali) e politici, in questo secondo caso a nome di un'eguaglianza sociale all'insegna del socialismo, resa esplicita dal verso and we raise our head for the color red.
Il 17 gennaio 2003 pubblicano il secondo album, Deep Cuts, che contiene i singoli Heartbeats e You Take My Breath Away. Heartbeats ha molte similitudini con il brano del 1984 di Malcolm McLaren "Madame Butterfly", sia come accordi che come melodia. Il disco si rifà agli anni ottanta sia nel suono (atmosfere oniriche e techno incalzante), che nella copertina, che raffigura nel retro i due membri del gruppo travestiti da allenatori/ginnasti di Seul 1988. Il disco vale al gruppo numerosi premi tra cui un Grammis come "Pop Group of the Year". I Knife boicottano la cerimonia, mandando a ritirare il premio due amici travestiti da gorilla per «tornare a concentrarsi sulla musica anziché sulle persone».
Questo presentarsi come gorilla è stato associato a delle magliette con scritto 50/50, fattori andavo a significare il bisogno di uguaglianza e parità di genere anche nell'industria musicale. Infatti tutto ciò era una citazione del gruppo emergente Guerrilla Girls.
Nel novembre 2003 pubblicano Hannah med H Soundtrack, colonna sonora del film svedese di Christina Olofson Hannah med H. Il disco è pubblicato dalla Rabid Records e contiene diverse tracce in versione strumentale dell'album Deep Cuts. Il gruppo acquista ulteriore notorietà internazionale nel 2005, quando la cover acustica del brano Heartbeats (da Deep Cuts) realizzata dal cantautore svedese José González viene impiegata in una nota pubblicità dei televisori Sony Bravia. Nello stesso anno Karin presta la sua voce al fortunato singolo What Else Is There? dei Röyksopp.
Il 15 febbraio 2006, dopo un'attesa di tre anni, viene pubblicato il terzo album, Silent Shout, che viene nominato "miglior album dell'anno" da Pitchfork. Per questo album il gruppo cambia letteralmente maschera e i due fratelli Dreijer appaiono incappucciati nella neve con due lunghi becchi neri, come lugubri maschere veneziane. Anche il suono cambia, rendendosi più complesso e cupo, con testi criptici e a tratti inquietanti. L'8 novembre dello stesso anno i Knife pubblicano Silent Shout: An Audio Visual Experience, un DVD che documenta Silent Shout, prima esperienza del gruppo in tournée, con date in tutta Europa accompagnate dagli effetti visivi di Andreas Nillsson.
Nel gennaio 2009 Karin debutta da solista sotto lo pseudonimo Fever Ray con l'album omonimo. Di fatto, i The Knife si separano, con Karin che si concentra sulla sua attività solista, e Olof su quella di DJ (pubblica degli EP tra il 2009 e il 2010 con lo pseudonimo Oni Ayhun). Il 4 agosto 2009 la band ha annunciato che avrebbe scritto un'opera sperimentale per il gruppo di performance art danese Hotel Pro Forma, in collaborazione con Mount Sims (alias Matthew Sims) e Planningtorock (alias Janine Rostron). L'opera, intitolata Tomorrow, In A Year, è basata su L'origine delle specie di Charles Darwin. Il 1º marzo 2010 è stato pubblicato Tomorrow, In A Year, un album ispirato ai suoni degli animali selvatici in cui la voce di Karen fa solo da contorno. Nel 2010 la canzone Pass This On (tratta da Deep Cuts) viene utilizzata nel film Les amours imaginaires del regista canadese Xavier Dolan.

Il 5 aprile 2013, dopo ben sette anni dall'album precedente, il duo pubblica il quarto album in studio, intitolato Shaking the Habitual. L'album è stato anticipato dai due singoli Full of Fire e A Tooth for an Eye. La forma-canzone è abbandonata del tutto: il duo si immerge in marce techno-psichedeliche di dichiarazione sperimentale. I temi però ritornano quelli di una volta: ipocrisia delle politiche sociali e del conformismo sessuale. Il 21 agosto 2014, tramite un'intervista al digital magazine Dazed, successivamente confermata dal manager attraverso un comunicato ufficiale, il duo dichiara lo scioglimento.

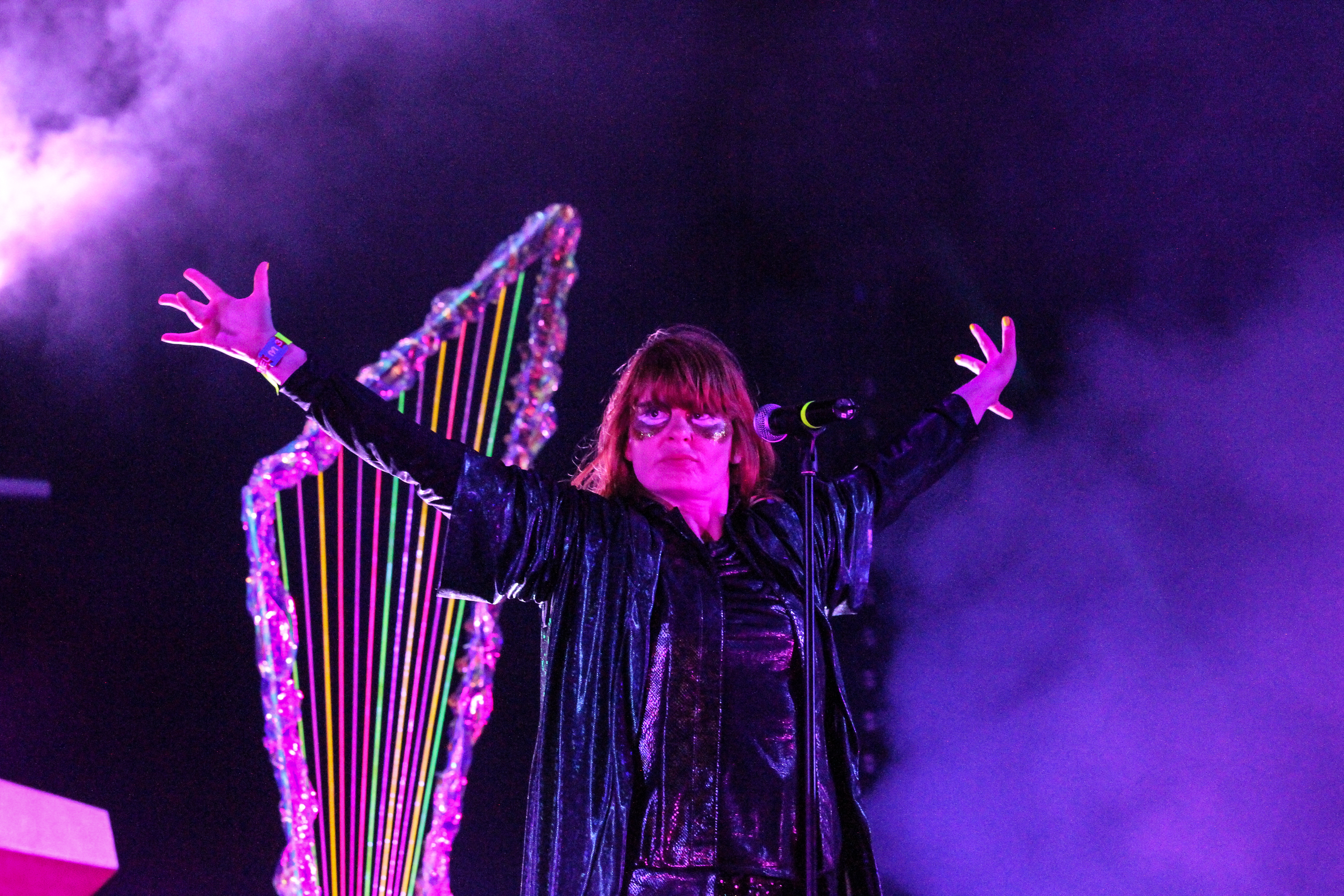
The Knife in concerto nel 2013

## Formazione
- Karin Dreijer - voce
- Olof Dreijer - programmazione

## Discografia

### Album
- 2001 - The Knife (Rabid Records, CD)
- 2003 - Deep Cuts (Rabid Records, CD)
- 2006 - Silent Shout (Rabid Records, CD)
- 2013 - Shaking the Habitual (Rabid Records, CD)

### Colonne sonore
- 2003 - Hannah med H Soundtrack (Rabid Records)
- 2010 - Tomorrow, in a Year (Rabid Records, CD) in collaborazione con Mt. Sims e Planningtorock

### Singoli
- 2000 - Afraid of You
- 2001 - N.Y. Hotel
- 2002 - Got 2 Let U
- 2002 - Nedsvärtning
- 2002 - Heartbeats
- 2003 - You Take My Breath Away
- 2003 - Pass This On
- 2003 - Handy-Man
- 2006 - Silent Shout
- 2006 - Marble House
- 2006 - Like a Pen
- 2006 - We Share Our Mothers' Health
- 2006 - Christmas Reindeer
- 2010 - Seeds
- 2013 - Full of Fire
- 2013 - A Tooth for an Eye
- 2013 - Raging Lung
- 2014 - Without You My Life Would Be Boring